# Seznam zápasů jugoslávské fotbalové reprezentace na MS
Jugoslávská fotbalová reprezentace byla celkem 8x na mistrovstvích světa ve fotbale a to v letech 1930, 1950, 1954, 1958, 1962, 1974, 1982, 1990.
- Aktualizace po MS 1990 - Počet utkání - 32 - Vítězství - 14x - Remízy - 6x - Prohry - 12x

| Číslo | Soupeř         | Výsledek                | MS      | Fáze turnaje       | Góly Jugoslávie |
| ----- | -------------- | ----------------------- | ------- | ------------------ | --- |
| 1.    | Brazílie       | 2 – 1                   | MS 1930 | Skupinová fáze     | Aleksandar Tirnanić, Ivan Bek                                                                                      |
| 2.    | Bolívie        | 4 – 0                   | MS 1930 | Skupinová fáze     | Ivan Bek (2) Blagoje Marjanović, Đorđe Vujadinović                                                                 |
| 3.    | Uruguay        | 1 – 6                   | MS 1930 | Semifinále         | Branislav Sekulić                                                                                                  |
| 4.    | Švýcarsko      | 3 – 0                   | MS 1950 | skupinová fáze     | Rajko Mitić, Kosta Tomašević, Tihomir Ognjanov                                                                     |
| 5.    | Mexiko         | 4 – 1                   | MS 1950 | skupinová fáze     | Stjepan Bobek, Željko Čajkovski (2), Kosta Tomašević                                                               |
| 6.    | Francie        | 1 – 0                   | MS 1954 | základní skupina A | Miloš Milutinović                                                                                                  |
| 7.    | Brazílie       | 1 – 1 (PP)              | MS 1954 | základní skupina A | Branko Zebec |
| 8.    | Německo        | 0 – 2                   | MS 1954 | čtvrtfinále        | Ne |
| 9.    | Skotsko        | 1 – 1                   | MS 1958 | základní skupina B | Aleksandar Petaković                                                                                               |
| 10.   | Francie        | 3 – 2                   | MS 1958 | základní skupina B | Aleksandar Petaković, Todor Veselinović (2)                                                                        |
| 11.   | Paraguay       | 3 – 3                   | MS 1958 | základní skupina B | Radivoje Ognjanović, Todor Veselinović, Zdravko Rajkov                                                             |
| 12.   | Německo        | 0 – 1                   | MS 1958 | čtvrtfinále        | Ne |
| 13.   | Sovětský svaz  | 0 – 2                   | MS 1962 | základní skupina A | Ne |
| 14.   | Uruguay        | 3 – 1                   | MS 1962 | základní skupina A | Josip Skoblar (pen.), Milan Galić, Dražan Jerković                                                                 |
| 15.   | Kolumbie       | 5 – 0                   | MS 1962 | základní skupina A | Ne |
| 16.   | Anglie         | 0 – 3                   | MS 1962 | základní skupina A | Milan Galić (2), Dražan Jerković (2),Vojislav Melić                                                                |
| 17.   | Německo        | 1 – 0                   | MS 1962 | čtvrtfinále        | Petar Radaković |
| 18.   | Československo | 1 – 3                   | MS 1962 | semifinále         | Dražan Jerković |
| 19.   | Brazílie       | 0 – 0                   | MS 1974 | základní skupina 2 | Ne |
| 20.   | DR Kongo       | 9 – 0                   | MS 1974 | základní skupina 2 | Dušan Bajević (3), Dragan Džajić, Ivica Šurjak, Josip Katalinski Vladislav Bogićević, Branko Oblak, Ilija Petković |
| 21.   | Skotsko        | 1 – 1                   | MS 1974 | základní skupina 2 | Stanislav Karasi                                                                                                   |
| 22.   | Německo        | 0 – 2                   | MS 1974 | semifinálová fáze  | Ne |
| 23.   | Polsko         | 1 – 2                   | MS 1974 | semifinálová fáze  | Stanislav Karasi                                                                                                   |
| 24.   | Anglie         | 1 – 2                   | MS 1974 | semifinálová fáze  | Ivica Šurjak |
| 25.   | Severní Irsko  | 0 – 0                   | MS 1982 | základní skupina 5 | Ne |
| 26.   | Španělsko      | 1 – 2                   | MS 1982 | základní skupina 5 | Ivan Gudelj |
| 27.   | Honduras       | 1 – 0                   | MS 1982 | základní skupina 5 | Vladimir Petrović                                                                                                  |
| 28.   | Německo        | 1 – 4                   | MS 1990 | základní skupina D | Davor Jozić |
| 29.   | Kolumbie       | 1 – 0                   | MS 1990 | základní skupina D | Davor Jozić |
| 30.   | SAE            | 4 – 1                   | MS 1990 | základní skupina D | Safet Sušić, Darko Pančev, Robert Prosinečki                                                                       |
| 31.   | Španělsko      | 2 – 1 (PP)              | MS 1990 | osmifinále         | Dragan Stojković (2)                                                                                               |
| 32.   | Argentina      | 0 – 0 (PP) (pen. 2 - 3) | MS 1990 | čtvrtfinále        | penalty: Robert Prosinečki, Dejan Savićević                                                                        |